# كلارنس إدواردز
كلارنس إدواردز (بالإنجليزية: Clarence Edwards)‏ هو كاتب أغاني ومغني أمريكي، ولد في 25 مارس 1933، وتوفي في 20 مايو 1993 في باتون روج في الولايات المتحدة.

## وصلات خارجية
- كلارنس إدواردز على موقع ميوزك برينز (الإنجليزية)
- كلارنس إدواردز على موقع ديسكوغز (الإنجليزية)